# マーダ・アブデルハミド
マーダ・アブデルハミド（Mada Abdelhamid、1987年6月29日 - ）はアメリカ合衆国の元バスケットボール選手であり、プロレスラー。カリフォルニア州ロサンゼルス出身のエジプト系ニュージーランド人。

## 来歴

### 学生時代
学生時代、バスケットボールで活動。ニュージーランドのオークランドに所在するエーボンデール高校から渡米してニューヨーク州ホートンに所在するホートン大学に進学。2008年にはカリフォルニア州サンディエゴに所在するサンディエゴ・クリスチャン大学に転校してNBAのドラフトを待つも声が掛からなかった。

### NBL
2011年、ニュージーランドのバスケットリーグであるNBL（National Basketball League）に参加するタラナキ・マウンテンエアーズに入団。15試合に出場した。

### Tough Enough
2015年4月、新たな道としてプロレスラーになる事を目指し、同月よりメジャー団体であるWWEが有望なるスターを発掘する育成プログラムであるTough Enoughに参加。6月に最終選考へのトライアウトで40名のうちの1人に選出される。同月12日、最終選考の13人のうちの1人として選出され本戦に進出。同月23日より最終選考を兼ねてUSAネットワークで放送開始されたリアリティ番組形式のTough Enough 6にてバスケットで培った身体能力からプロレスの動きに適応できていたものの、他の参加者との関係から責任を押しつける行為などが目立ち第6週目で落脱となった。

### WWE

#### NXT
2015年10月、WWEと契約を交わし入団。育成施設であるWWEパフォーマンスセンターにてトレーニングを開始。
2016年3月18日、NXT Liveにてセグメントを行った。10月22日、NXT Liveにてプロレスラーデビューを果たす。ゲイブリエル・イーリーと対戦するが、ゲイブリエルの双子の兄弟であるユリエル・イーリーとの撹乱戦法に困惑し、敗戦した。
2017年1月27日、WWEより解雇となった。